# 33700 Gluckman
33700 Gluckman este o planetă minoră (asteroid), cu un diametru de 4,401 km, din centura de asteroizi. A fost descoperită pe 18 mai 1999 la Experimental Test Site⁠(d) de Lincoln Near-Earth Asteroid Research. 
Obiectul prezintă o orbită caracterizată de o semiaxă mare de 2,3992991 UAi, o excentricitate de 0,16, o înclinație de 2,63586 ° în raport cu ecliptica.